# Iaksa

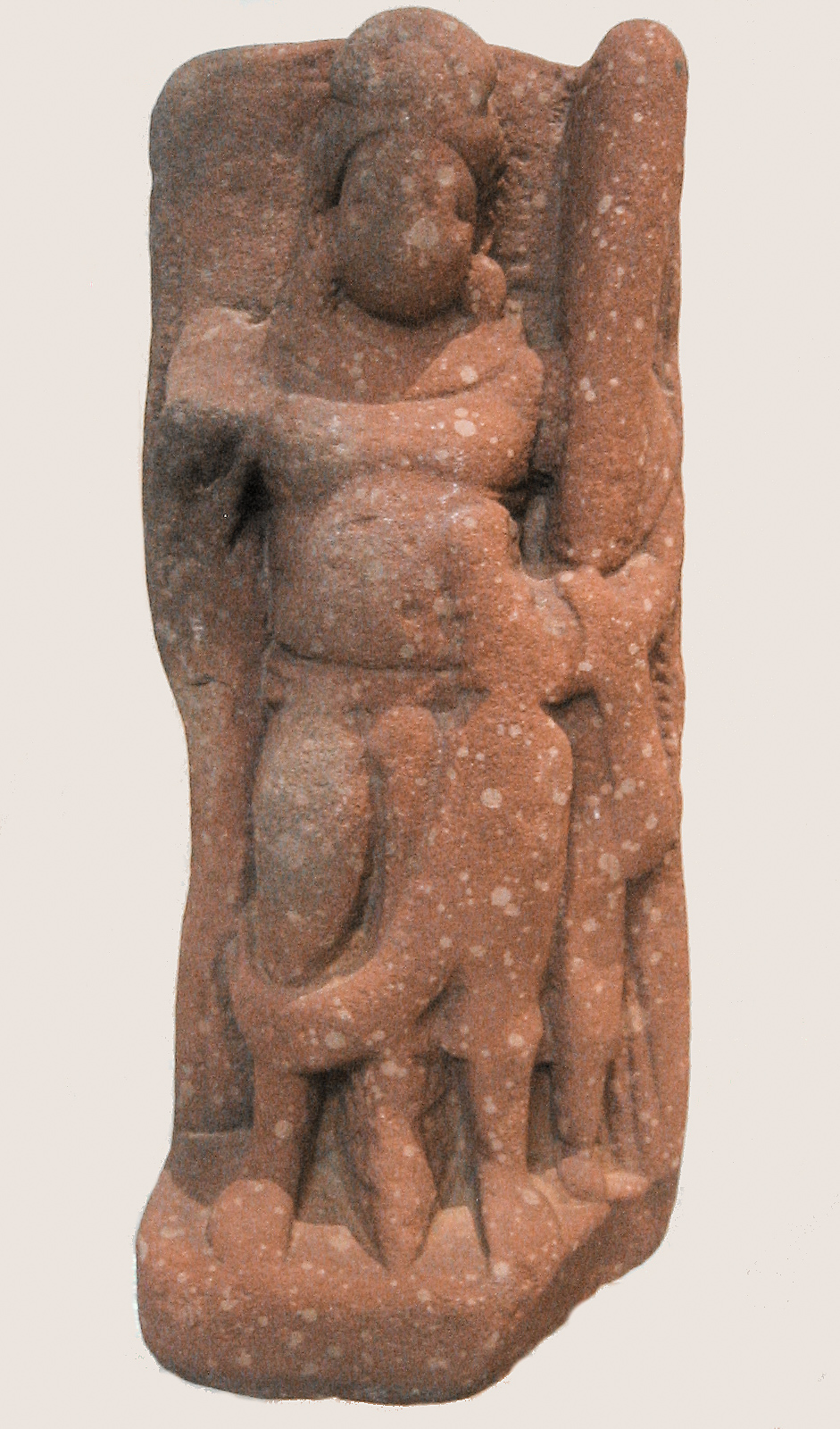
Estàtua d'un iaksa; a Mathura (Índia), segle I o II

Iaksa, en les mitologies hinduista, budista i jainista, és el nom d'una mena d'esperits de la natura, en general benèvols, guardians dels tresors naturals amagats a la terra i entre les arrels dels arbres.

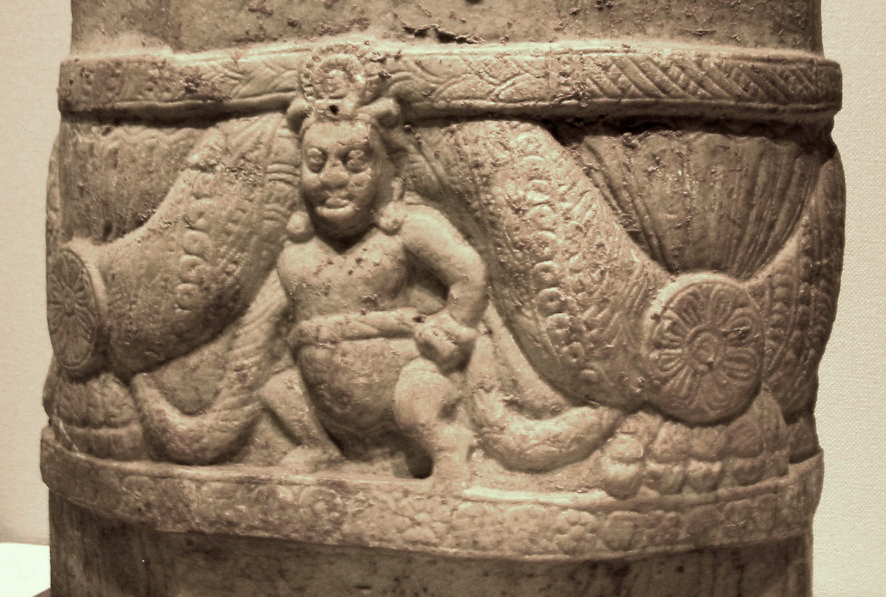
Rotllo grec suportat per un iaksa indi; Amarāvatī, s. III, Museu Nacional de Tòquio

## Nom en alguns idiomes
- yakṣa, en el sistema IAST (alfabet internacional per a la transliteració del sànscrit)
- यक्ष, en escriptura devanagari del sànscrit
- यक्ख (yakkha) en pali[1]
- யாக்க (iākka) en tàmil
- ยักษ์ (yaksa) en tailandès
- 夜叉 (yèchā o yaochā) en xinés
- /야차夜叉 (yacha) en coreà
- 夜叉 (yasha) en japonés
- ဘီလူး (bìlú) en birmà
- གནོད་སྦྱིན་ (gnodsbyin) en tibetà

Pronúncia
- /iakshá/ en sànscrit antic, o bé[2]
- /iáksh/ en alguns idiomes moderns de l'Índia com el bengalí, hindi i marathi

Etimologia
Prové de yakṣ, el qual possiblement prové de l'arrel sànscrita iaj, que és la base de iaj ('ràpid, poderós, fill, plançó') i iajua ('ràpid, actiu' [aplicat a Agni, Indra i Soma], 'que flueix constantment' [aplicat a les aigües], 'aigües que flueixen' [aplicat als set rius]).
La forma femenina de la paraula és iaksini.

## Descripció
En la mitologia budista, hinduista i jainista, els iaksa tenen una doble personalitat. D'una banda, poden ser inofensius personatges de conte de fades, associats als boscos i muntanyes, com, en una versió més fosca, una espècie de fantasmes (bhuta), semblants als rakshasa, que recorren el desert i devoren els viatgers.
Els iaksa podien ser originàriament els déus tutelars dels boscs i llogarets, i més tard haver-se convertit en les deïtats secundàries de la terra i la riquesa enterrada a sota.
En el diàleg didàctic hinduista del capítol "Yakṣa-praśnāḥ" (‘les preguntes del iaksa’) ―pertanyent al Mahabharata (text epicoreligiós del segle III ae)― el iaksa és un esperit guardià d'un llac que desafia al rei Iudistira.↵En canvi, en el poema Meghaduta ―‘El missatger dels núvols', del poeta Kalidasa (segle VI)―, el narrador iaksa és una figura romàntica que sospira d'amor per la seua amant perdguda.
En l'art indi, els iaksa són retratats com temibles guerrers o nans corpulents. Les iiaksini dones sóna belles dones jove,s amb felices cares eodones, grans pits i amplis malucs.
Ja en l'Atharvaveda ―un dels texts més antics de l'Índia, de finals del II mil·lenni ae― el rakshasa Kúbera era el rei dels iaksa.